# Suctobelbella longirostris
Suctobelbella longirostris är en kvalsterart som först beskrevs av Forsslund 1941.  Suctobelbella longirostris ingår i släktet Suctobelbella och familjen Suctobelbidae. Arten är reproducerande i Sverige. Inga underarter finns listade i Catalogue of Life.